# Agalmyla parvifolia
Agalmyla parvifolia là một loài thực vật có hoa trong họ Tai voi. Loài này được (S.Moore) Hilliard & B.L.Burtt mô tả khoa học đầu tiên năm 2002.